# 19482 Harperlee
19482 Harperlee è un asteroide della fascia principale. Scoperto nel 1998, presenta un'orbita caratterizzata da un semiasse maggiore pari a 3,1874105 UA e da un'eccentricità di 0,1682127, inclinata di 11,18738° rispetto all'eclittica.